# 交通大学老校门
交通大学老校门，即上海交通大学徐汇校区东门，位于上海市徐汇区华山路1954号。该校门为原交通大学的校门，朱门碧瓦，为一模仿京城宫殿门的建筑。

## 历史
1898年初建时为中國牌坊式的木质牌楼门，匾上横书“南洋公学”四字。校门为单排三间四柱三门，中高侧低，单排立柱上有额枋、斗拱等物，上为歇山屋顶，再上覆瓦顶。顶端的脊上有兽像装饰，檐角饰有透雕花脊，两个望柱之间的额枋上雕饰行云。
1934年吴培初捐助5000元，1915届校友凌鸿勋及该年师生捐款2000元，并由校方赞助5000元，1935年6月，由基泰工程司设计，并经国民政府铁道部审核批准，由校友维持的钟山营造厂承建，建成后沿用至今。1985年进行过大修。校门的基座及墙裙采用古朴石材，砌以清水砖墙，并用白石灰勾缝。校门拥有传统中式建筑的梁、枋、斗拱等部件，屋顶饰以彩画。
校门外有校门桥，跨越李漎泾。初建时为木桥，1926年校庆30周年时，1927届校友捐资将其改建为钢筋水泥桥。后因华山路扩建，河渠被填平，但校门桥的栏杆和灯柱至今保留，栏杆上仍镌刻“校门桥”三字。